# Paul Haletzki
Paul Haletzki (* 12. Mai 1911 in Koblenz-Metternich; † 7. Dezember 2000) war ein deutscher Kapellmeister und Komponist von Unterhaltungsmusik.

## Leben
Haletzki studierte von 1925 bis 1929 an der Orchesterschule der Staatlichen Musikhochschule Köln. Er wählte Harfe als sein Hauptfach und legte darin seine Prüfung ab. 1932 ergänzte er seine musikalische Ausbildung, indem er – wieder an der Kölner Musikhochschule – Komposition studierte. 1936 legte er seine Reifeprüfung bei Philipp Jarnach ab. Zunächst arbeitete er für den Reichssender Köln und nahm dann eine Stelle als Kapellmeister im oberschlesischen Beuthen an.
Von 1940 bis 1945 war er Kriegsteilnehmer. Er geriet in sowjetische Gefangenschaft, aus der er 1950 entlassen wurde. Er kehrte nach Köln zurück und wurde freier Mitarbeiter (Arrangeur und Komponist) des Westdeutschen Rundfunks (WDR).
Er spielte und unterrichtete auch Kinoorgel und betrieb den Centraton-Musikverlag in Odenthal.

## Werk
Haletzki schrieb gehobene Unterhaltungsmusik von orchestralen bis musical- und schlagerhaften Stücken. Am bekanntesten ist sein Intermezzo scherzoso Vater und Sohn für Piccoloflöte (Klarinette oder Sopransaxofon), Fagott (Alt/Baritonsaxofon oder Tenorsaxofon) und Klavier. Inspiriert wurde er durch die gleichnamigen Bildergeschichten von Erich Ohser alias e.o.plauen. Es erfuhr eine Bearbeitung für kleines Orchester von Bernd Alois Zimmermann. Für das auf Texten Herbert Hennies’ beruhende und 1970 vom WDR produzierte (keine Bühnenaufführung) Musical Mister M schrieb er die Musik. Sein kurzes Ballettstück Der Gaukler wurde im April 1954 in Bielefeld uraufgeführt.

## Hauptwerke
- 1937: Lustige Ouvertüre (Präludium giocosco, 5 min), UA: Köln, 1937.
- 1953: Blaue Sinfonie (Orchesterlieder, 19 min), UA: Köln, 1957 (eine reduzierte Fassung trug Julia Migenes 1968 vor).
- 1954: Serenade pastourelle (Orchester-Suite, 15 min), UA: Köln, 1954.
- 1954: Der Gaukler (Ballett, 60 min), UA: Bielefeld (Städtische Bühnen), 8. April 1954.
- 1968: Impression phantastique (Oberwerk, 9 min).
- 1970: Mister M (Musical, 2 h 30 min), musikalische UA: Köln (WDR), 1970.
- 1973: Der Mensch … der Mensch (Chor-Sinfonie, 19 min), UA: Recklinghausen (Ruhrfestspiele), 1973.
- 1981: Vater und Sohn (Intermezzo scherzoso).
- 1985: Suite für Flöte und Klavier.